# Caracoles y Juntas de Buen Gobierno
Los Caracoles son, en México, las regiones organizativas de las comunidades autónomas zapatistas. Fueron creados en el 2003 para reemplazar la anterior forma de organización, los Aguascalientes, tras un período de extensa discusión sobre la necesidad de cambiar la relación entre las comunidades, de las comunidades con el EZLN y de las comunidades con el mundo exterior.
Las Juntas de Buen Gobierno (JBG) se forman con representantes de los Municipios Autónomos Zapatistas de las comunidades que forman parte de cada Caracol, sus miembros son rotativos y reemplazables en todo momento. Entre sus tareas está la de coordinar la ayuda y apoyo entre comunidades y distribuir de manera más adecuada la ayuda exterior.

## Origen
Entre el 8 y 10 de agosto de 2003, en el hasta entonces Aguascalientes de Oventic, se celebraría la fiesta del nacimiento de los Caracoles y las Juntas de Buen Gobierno (JBG) zapatistas, como resultado de la culminación de una serie de cambios surgidos en el EZLN y los 27 Municipios Autónomos Rebeldes Zapatistas (MAREZ). La decisión surgiría luego de un largo ejercicio de análisis crítico y autocrítico sobre cómo habían funcionado hasta entonces los MAREZ y los Aguascalientes, los problemas que habían enfrentado y su relación con la sociedad civil mexicana e internacional, y supondría un avance importante en el proceso autonómico que el zapatismo abrazó para con las comunidades y pueblos indios del país, al recoger lo suscrito por el Gobierno federal y el EZLN en los Acuerdos de San Andrés; aunque estos no hayan sido recogidos en la ley correspondiente sobre cultura y derechos indígenas aprobada en abril de 2001.

## Organización
Las JBG, conformadas por uno o dos delegados de los Consejos Autónomos de los MAREZ, estarían vigiladas por el CCRI-CG (Comité Clandestino Revolucionario Indígena-Comandancia General) del EZLN, para evitar actos de corrupción, intolerancia, arbitrariedades, injusticia y desviación del principio zapatista de “mandar obedeciendo”, y tendrían, entre otras, la tarea de contrarrestar el desequilibrio en el desarrollo de los municipios autónomos y de las comunidades; mediar en los conflictos que pudieran presentarse entre municipios autónomos, y entre estos y municipios gubernamentales; atender las denuncias contra los Consejos Autónomos por violaciones a derechos humanos, protestas e inconformidades, investigar su veracidad, ordenar a los Concejos Autónomos la corrección de estos errores y vigilar su cumplimiento; atender y guiar a la sociedad civil nacional e internacional para visitar comunidades, llevar adelante proyectos productivos, instalar campamentos de paz, realizar investigaciones que dejen un beneficio a las comunidades y cualquier otra actividad permitida en comunidades rebeldes.
Cada uno de los Caracoles sería entonces algo así como la administración regional de un conjunto de MAREZ. Sin embargo, seguirían siendo funciones exclusivas de gobierno de estos y no de los Caracoles la impartición de justicia, la salud comunitaria, la educación, la vivienda, la tierra, el trabajo, la alimentación, el comercio, la información y la cultura y el tránsito local. Así, pues, morían los Aguascalientes zapatistas para dar vida a un proyecto de mayor envergadura.

## Distribución
| Nombre                                                                             | Anterior Aguascalientes | Grupos                             | Zona                  | JBG                                                    | MAREZ |
| CARACOL MADRE DE LOS CARACOLES DEL MAR DE NUESTROS SUEÑOS                          | La Realidad             | tojolabales, tzeltales y mames     | Selva Fronteriza      | "Hacia la Esperanza"                                   | General Emiliano Zapata, San Pedro de Michoacán, Libertad de los Pueblos Mayas y Tierra y Libertad                                                           |
| CARACOL TORBELLINO DE NUESTRAS PALABRAS                                            | Morelia                 | tseltales, tsotsiles y tojolabales | Tzots Choj            | “Corazón del Arcoiris de la Esperanza”                 | 17 de noviembre, Primero de Enero, Ernesto Che Guevara, Olga Isabel, Lucio Cabañas, Miguel Hidalgo y Vicente Guerrero                                        |
| CARACOL RESISTENCIA HACIA UN NUEVO AMANECER                                        | La Garrucha             | tzeltales                          | Selva Tzeltal         | “El Camino del Futuro”                                 | Francisco Gómez, San Manuel, Francisco Villa y Ricardo Flores Magón                                                                                          |
| CARACOL QUE HABLA PARA TODOS                                                       | Roberto Barrios         | choles, zoques y tzeltales         | Zona Norte de Chiapas | “Nueva Semilla que va a Producir”                      | Vicente Guerrero, Del Trabajo, La Montaña, San José en Rebeldía, La Paz, Benito Juárez y Francisco Villa                                                     |
| CARACOL RESISTENCIA Y REBELDIA POR LA HUMANIDAD                                    | Oventic                 | tsotsiles y tseltales              | Altos de Chiapas      | “Corazón Céntrico de los Zapatistas delante del Mundo” | San Andrés Sacamch’en de los Pobres, San Juan de la Libertad, San Pedro Polhó, Santa Catarina, Magdalena de la Paz, 16 de febrero y San Juan Apóstol Cancuc. |
| Fuente: Hidalgo, Onésimo y Castro Soto, Gustavo. Cambios en el EZLN. CIEPAC, 2003. |                         |                                    |                       |                                                        | |

## Cambio de relación entre el EZLN y las comunidades autónomas
Toda esta reorganización política y social tendría que tener obviamente repercusiones en el terreno de lo militar. Es así, como a partir del 9 de agosto se levantarían todos los retenes zapatistas eliminando los cobros a particulares en caminos y carreteras en los territorios rebeldes y sólo se revisarían los vehículos que estuvieran traficando madera, drogas o alcohol y armas. Pero, no solo el EZLN declararía que no podría ser la voz de las JBG; porque, como diría más tarde en su Sexta Declaración de la Selva Lacandona: “vimos que el EZLN con su parte político-militar se estaba metiendo en las decisiones que le tocaban a las autoridades democráticas, como quien dice ‘civiles’. Y aquí el problema es que la parte político-militar del EZLN no es democrática, porque es un ejército, y vimos que no está bien eso de que está arriba lo militar y abajo lo democrático, porque no debe de (sic) ser que lo que es democrático se decida militarmente, sino que debe ser al revés: o sea que arriba lo político-democrático mandando y abajo lo militar, obedeciendo”.
Más todavía, en su carácter de mando militar, el Subcomandante Insurgente Marcos declararía que en consecuencia los Consejos Autónomos no podrían recurrir a fuerzas milicianas del EZLN para las labores de gobierno: “deberán, por tanto, esforzarse en hacer como deben hacer todos los buenos gobiernos, es decir, recurrir a la razón y no a la fuerza para gobernar. Los ejércitos deben usarse para defender, no para gobernar. El trabajo de un ejército no es ser policía o agencia de ministerio público”.

## Plan La Realidad-Tijuana
Finalmente, desde el ahora Caracol Resistencia y Rebeldía por la Humanidad, en lo que sería un claro mensaje no sólo a la nación, sino a todos los pueblos del mundo, el Comandante Brus Li leería lo que sería conocido como el Plan La Realidad-Tijuana, en clara alusión al neoliberal Plan Puebla Panamá, proponiendo siete acuerdos comunes y siete demandas nacionales las cuales no han sido difundido en el gobierno.

Entre los primeros están: respeto a la autonomía e independencia de las organizaciones sociales de obreros, campesinos, indígenas, mujeres, ancianos, homosexuales, lesbianas, transexuales, trabajadoras y trabajadores sexuales, empleados jóvenes, niños, colonos, pequeños comerciantes, deudores, artistas, intelectuales, religiosos; promoción de las formas de autogobierno y autogestión en todo el territorio nacional de acuerdo con los modos de cada quien; promover la rebeldía y la resistencia civil y pacífica frente a las disposiciones del mal gobierno y los partidos políticos; dar solidaridad total con el agredido y no con el agresor; formar una red de comercio básico intercomunidades y promoción del consumo básico en locales y comercios nacionales, dando preferencia al pequeño y mediano comercio, y el llamado comercio informal; defensa conjunta y coordinada de la soberanía nacional y oposición frontal y radical a las inminentes privatizaciones de la energía eléctrica y al petróleo, y de otros recursos naturales; y, formar una red de información y cultura, y demandar de los medios de comunicación información verdadera, completa, oportuna y balanceada, crear medios de información locales y establecer redes regionales y nacionales de defensa y promoción de la cultura local, regional y nacional, y de las ciencias y las artes universales.
Entre las segundas propusieron: como la tierra es de quien la trabaja, luchar en defensa de la propiedad ejidal y comunal de la tierra y la protección y defensa de los recursos naturales; trabajo digno, con salario; vivienda digna; salud pública y gratuita; alimentación y vestido a bajo costo; educación laica y gratuita, y respeto a la dignidad de las mujeres, niños y ancianos.

## Resultados
Tres años después, los resultados estarían a la vista de quien quisiera verificarlos: 600 promotores y promotoras de salud, que se preparan en anatomía, fisiología, sintomatología, diagnóstico y tratamiento y, sobre todo, en medicina preventiva, higiene personal y colectiva y talleres de vacunación, y que atienden también enfermedades parasitarias y respiratorias; 500 casas de salud comunitarias con botiquines de medicinas básicas de farmacia y de herbolaria; 1 clínica-hospital con quirófano, consultorio dental, laboratorio de análisis clínicos, un área de oftalmología y otra de ginecología, laboratorio de herbolaria, farmacia y cuartos de hospitalización; 2 hospitales; 8 clínicas municipales, 1 de ellas con consultorio dental, laboratorio de análisis clínicos (donde se practican biometrías hemáticas, exámenes de orina, coproparasitoscópicos y otras pruebas básicas, además de exámenes de gota gruesa debido al paludismo y la tuberculosis en la zona) y ambulancia; 4 clínicas municipales que ofrecen consulta gratuita y, cuando hay, medicina también gratuita; laboratorio de herbolaria y casa de alimentos conservados, para 300 mujeres yerberas, hueseras y parteras capacitadas; promotores y promotoras en agroecología y veterinaria.
Mil delegados y promotores y promotoras de educación, en 13 centros de capacitación, 7 de los cuales pertenecen el programa educativo “Organización para la Nueva Educación Autónoma Indígena por la Paz y la Humanidad”, donde se estudia Producción, Educación política, Educación artística, Cultura, Lectoescritura, Salud, Deportes, Matemáticas, Historia y Lenguas (español y materna), materias elaboradas por 200 educadores y educadoras de los 7 MAREZ que conforman el Caracol de Morelia; 200 escuelas comunitarias en resistencia, una con biblioteca; 8 escuelas secundarias, 1 perteneciente al Sistema Educativo Rebelde Autónomo Zapatista de Liberación Nacional (SERAZLN), donde se estudia Lenguaje y comunicación, Matemáticas, Ciencias Sociales, Ciencias Naturales, Humanismo (filosofía del zapatismo), Lengua materna (tsotsil) y Producción, y como parte de la graduación se hacen tareas de agroecología, educación en primarias, apoyo a oficinas de comercialización, trabajo en farmacias, etcétera, en el Caracol de Oventic; 1 Centro Cultural de Educación Tecnológica Autónoma Zapatista.
Tres bodegas de abastecimiento que atiende a cientos de tienditas comunitarias, zapatistas y no zapatistas; cooperativas autónomas de café orgánico, bordados, artesanías; talleres de tecnología en zapatería; Centro de Comercio Nuevo Amanecer; auditorios; 1 café internet (tienda-cafetería-internet-comedor) “Cyber-pozol”; cafetería “El paliacate”; una casa editorial, Ediciones Autónomas en Rebeldía, con publicaciones propias; 1 sistema de medios de comunicación autónomo, con estación de radio regional (donde participa una locutora base de apoyo zapatista) y taller para elaboración de video; y, transmitiendo en la frecuencia de 6.0 megahertz en la banda de los 49 metros de onda corta, “Radio Insurgente, la voz de los sin voz. Voz oficial del EZLN”; cuya programación abarca temas de salud, educación autónoma, derechos y trabajo colectivo de las mujeres, cuentos para niños, campañas contra el alcoholismo, lectura de comunicados del EZLN, audioteatros sobre la resistencia y la autonomía, barra de noticias y, como platillo fuerte, un cuento creado, producido y narrado por el Subcomandante Marcos, que se escucha en Guatemala, El Salvador, Nicaragua y el resto de Centroamérica.

## Participación de la mujer
En cuanto a la participación de las mujeres, en el Caracol de La Realidad, por ejemplo, hay una mujer en la JBG; de los 100 promotores de educación, 6 son mujeres, y hay 7 promotoras de salud. En el Caracol de Oventic, se graduaron alrededor de 10 mujeres del SERAZLN, una de las cuales es coordinadora del mismo, y ellas son quienes coordinan las cooperativas de bordados y artesanías. En el Caracol de Morelia hay una mujer por cada Concejo Autónomo. En el Caracol de Roberto Barrios, 33 mujeres son responsables de la organización de las cooperativas de tejidos y bordados, crianza de cerdos y pollos, panadería, tiendas de abarrotes, artesanías, corte y confección y hortalizas.

## 20 y 10, el fuego y la palabra
Tras la creación de los Caracoles zapatistas en agosto de 2003, el EZLN entró a una fase que fue interpretada como de “silencio”. Sin embargo, como en otras ocasiones, el “silencio zapatista” no lo sería del todo. El 10 de noviembre de ese mismo año el Ejército Zapatista haría público el inicio de su campaña para conmemorar los 20 años que llevaba de fundado y los 10 años que tenía de haber salido a la luz pública.
Como parte de los festejos, el Subcomandante Marcos hablaría de las “siete etapas” históricas del zapatismo desde noviembre de 1983 y se realizarían mesas de reflexión sobre el zapatismo y las realidades de otras y otros: campesinos, estudiantes, obreros, jóvenes, mujeres, pueblos indígenas, maestros, etcétera.
Fuera de ello, el zapatismo apenas se manifestará saludando las movilizaciones mundiales en contra de la Organización Mundial del Comercio (OMC) y se dedicará a consolidar el trabajo político, social, cultural, económico y organizativo del proceso autonómico, a través de las JBG y los MAREZ; pero guardará “silencio” acerca de la mayoría de los temas nacionales y sobre la casi totalidad de los acontecimientos internacionales, lo cual le ganaría una vez más fuertes críticas por parte de analistas y politólogos a quienes les parecía una falta de congruencia que el EZLN, con su carácter altermundista y de algún modo nacionalista, no se expresara públicamente al respecto.

## Primer aniversario
El primer aniversario del nacimiento de los Caracoles zapatistas vendría acompañado de una serie de comunicados llamados “Leer un video”, en clara alusión a los videoescándalos protagonizados por la clase política, en particular por los partidos de la Revolución Democrática (PRD) y Verde Ecologista de México (PVEM). En ella, el EZLN informaría de las finanzas de las JBG con recursos provenientes de la sociedad civil mexicana e internacional; de los resultados en materia de salud, educación, alimentación, tierra, vivienda y democracia; de algunas decisiones que han tomado las JBG en cuestiones de conservación de bosques, siembra, tráfico, comercialización y consumo de drogas; así como tránsito de vehículos, tráfico de indocumentados y elecciones locales; haría una nueva defensa de los Acuerdos de San Andrés, y reconocería públicamente “dos fallas, errores o faltas […] que ya parecen ser crónicas en nuestro quehacer político (y que contradicen flagrantemente nuestros principios): el lugar de las mujeres, por un lado, y por el otro, la relación de la estructura político-militar con los gobiernos autónomos”.
En relación con el lugar de las mujeres, el EZLN declararía:

"A pesar de que las mujeres zapatistas han tenido y tienen un papel fundamental en la resistencia, el respeto a sus derechos sigue siendo, en algunos de los casos, una mera declaración en papel. La violencia intrafamiliar ha disminuido, es cierto, pero más por las limitaciones del consumo de alcohol que por nueva cultura familiar y de género […] Es una vergüenza pero hay que ser sinceros: no podemos aún dar buenas cuentas en el respeto a la mujer, en la creación de condiciones para su desarrollo de género, en una nueva cultura que les reconozca capacidades y aptitudes supuestamente exclusivas de los varones. Aunque se ve que va para largo, esperamos algún día poder decir, con satisfacción, que hemos conseguido trastocar cuando menos este aspecto del mundo. Sólo por eso valdría la pena todo."

Acerca de la relación de la estructura político-militar con los gobiernos autónomos:

Lo que sí es ‘aportación’ (mala por cierto) del EZLN a las comunidades y a su proceso de autonomía, es la relación de la estructura político-militar con los gobiernos civiles autónomos. Originalmente, la idea que teníamos era que el EZLN debía acompañar y apoyar a los pueblos en la construcción de su autonomía. Sin embargo, el acompañamiento se convierte a veces en dirección, el consejo en orden... y el apoyo en estorbo. Ya antes he hablado de que la estructura piramidal jerárquica no es propia de las comunidades indígenas. El hecho de que el EZLN sea una organización político-militar y clandestina contamina todavía procesos que deben y tienen que ser democráticos."

Estas dos fallas, asegura el EZLN, "requieren de nuestra atención especial y, por supuesto, de medidas que las contrarresten. No se pueden achacar al cerco militar, a la resistencia, al enemigo, al neoliberalismo, a los partidos políticos, a los medios de comunicación, o al mal humor que suele acompañarnos en las mañanas cuando no está la piel que deseamos".
Luego, en otra serie de tres comunicados con el título “La velocidad del sueño”, el EZLN adelantaría de algún modo el llamado que haría un año más tarde en su Sexta Declaración de la Selva Lacandona: “Frente a la pesadilla, no basta despertar. La vigilia puede florecer en el sueño. El impreciso sueño zapatista. Pero, ¿cuál es la velocidad del sueño? No lo sé. En nuestro sueño, el mundo es otro, pero no porque algún Deus ex machina nos lo vaya a obsequiar, sino porque luchamos, en la permanente vela de nuestra vela, porque ese mundo se amanezca. Nosotros, los zapatistas, sabemos a cabalidad que no tendremos, ni nosotros ni nadie, la democracia, la libertad y la justicia que necesitamos y merecemos, hasta que, con todos, la conquistemos todos”.
El “silencio zapatista” se llenará entonces de los sonidos que surgirán del saludo al pueblo chileno, el llamado a reconcentrar algunas comunidades indígenas hostigadas, el abrazo póstumo a Manuel Vázquez Montalbán, la indignación por los asesinatos de Digna Ochoa y Pável González y el anuncio de una serie de partidos de fútbol entre el EZLN y el Inter de Milán.